# 1968-as labdarúgó-Európa-bajnokság (selejtező)
Az 1968-as labdarúgó-Európa-bajnokság selejtezőit 1966-tól 1968 tavaszáig játszották.
A csoportkörben a 31 válogatottat nyolc csoportba osztották. Hét csoportban négy, egy csoportban három válogatott szerepelt. A mérkőzéseket oda-visszavágós rendszerben játszották le. A győzelem ilyenkor még csak 2 pontot, a döntetlen 1 pontot és a vereségért nem járt pont. A nyolc csoportelső továbbjutott a negyeddöntőbe.
A negyeddöntőben négy párosítást sorsoltak, a csapatok oda-visszavágós rendszerben mérkőztek meg egymással. A négy győztes jutott be az Európa-bajnokság záró szakaszába.

## Játékvezetők
A tornasorozat során 71 játékvezetőt foglalkoztatott az UEFA Játékvezető Bizottsága (JB). A legtöbb mérkőzést Gerhard Schulenburg irányíthatott, összesen 5-öt. Három találkozót 7 játékvezető vezethetett, közülük a svájci Gottfried Dienst az Olaszország–Jugoszlávia (1–1) döntőt. A korabeli versenykiírás szerint döntetlen esetén a mérkőzést újra kellett játszani. Az újrajátszott döntő találkozón, a szintén három mérkőzésen játékvezetői szolgálatot végző spanyol José María Ortiz de Mendíbil koordinálhatott. 16 bíró két találkozón lett foglalkoztatva, a többiek egy mérkőzésen vezethettek.
- Hans Carlsson
- Johan Einar Boström
- Tage Sørensen
- Einer Poulsen
- Pieter Paulus Roomer
- Laurens van Ravens
- Dorogi Andor
- Zsolt István
- Dimitar Rumencsev
- Todor Becsirov
- Atanasz Sztavrev
- Robert Schaut
- Joseph Hannet
- Gottfried Dienst
- Othmar Huber
- Karl Göppel
- Gilbert Droz
- Paul Schiller
- Ferdinand Marschall
- Franz Mayer
- Gerhard Schulenburg
- Erwin Vetter
- Rudolf Glöckner
- Kurt Tschenscher
- Rosario Lo Bello
- Antonio Sbardella
- Francesco Francescon
- Nicolae Mihăilescu
- Vasile Dumitrescu
- Adrian Rădulescu
- Muzaffer Sarvan
- Jacques Colling
- Antoine Queudeville
- Kevin Howley
- James Finney
- John Keith Taylor
- Kenneth Dagnall
- Robert Davidson
- John Gordon
- Thomas Wharton
- David Syme
- Leo Callaghan
- John Gow
- John Adair
- Malcolm Wright
- Jan Pawlik
- Ryszard Banasiuk
- Birger Nielsen
- Joszip Horvat
- Milivoje Gugulović
- Michel Kitabdjian
- Robert Héliès
- Robert Lacoste
- Anvar Zverev
- Tofik Bahramov
- Peter Coates
- William O’Neill
- Zdeněk Valeš
- Pavel Špoták
- Jozef Krňávek
- Martti Hirviniemi
- Toimi Olkku
- José María Ortiz de Mendíbil
- Manuel Gomez Arribas
- Juan Gardeazabal
- Kósztasz Xanthúlisz
- Dzuvárasz Pétrosz
- Anibal da Silva Oliveira
- Heliodoro Garcia
- Savar Sigurdsson
- Arthur Lentini

## Csoportok
| Színmagyarázat                |
| ----------------------------- |
| Továbbjutott a negyeddöntőbe. |

Az időpontok helyi idő szerint értendők.

### 1. csoport
| Csapat        | M | Gy | D | V | G+ | G– | Gk | P |
| ------------- | - | -- | - | - | -- | -- | -- | - |
| Spanyolország | 6 | 3  | 2 | 1 | 6  | 2  | +4 | 8 |
| Csehszlovákia | 6 | 3  | 1 | 2 | 8  | 4  | +4 | 7 |
| Írország      | 6 | 2  | 1 | 3 | 5  | 8  | −3 | 5 |
| Törökország   | 6 | 1  | 2 | 3 | 3  | 8  | −5 | 4 |

|               | Csehszlovákia | Írország | Spanyolország | Törökország |
| ------------- | ------------- | -------- | ------------- | ----------- |
| Csehszlovákia |               | 1–2      | 1–0           | 3–0         |
| Írország      | 0–2           |          | 0–0           | 2–1         |
| Spanyolország | 2–1           | 2–0      |               | 2–0         |
| Törökország   | 0–0           | 2–1      | 0–0           |             |

| 1966. október 23. 15:30 |

| Írország | 0–0         | Spanyolország |
| -------- | ----------- | ------------- |
|          | Jegyzőkönyv |               |

| Dalymount Park, Dublin Nézőszám: 37 000 Játékvezető: Hans Carlsson (svéd) |

| 1966. november 16. 20:00 |

| Írország               | 2–1               | Törökország    |
| ---------------------- | ----------------- | -------------- |
| O'Neill 60' McEvoy 74' | (0–0) Jegyzőkönyv | Altiparmak 88' |

| Dalymount Park, Dublin Nézőszám: 22 300 Játékvezető: Tage Sørensen (dán) |

| 1966. december 7. |

| Spanyolország                | 2–0               | Írország |
| ---------------------------- | ----------------- | -------- |
| Garcia Lavilla 20' Pirri 35' | (2–0) Jegyzőkönyv |          |

| Estadio Mestalla, Valencia Nézőszám: 25 000 Játékvezető: Pieter Paulus Roomer (holland) |

| 1967. február 1. |

| Törökország | 0–0         | Spanyolország |
| ----------- | ----------- | ------------- |
|             | Jegyzőkönyv |               |

| Beşiktaş İnönü Stadion, Isztambul Nézőszám: 27 262 Játékvezető: Gere Gyula (magyar) |

| 1967. február 22. 15:00 |

| Törökország                     | 2–1               | Írország     |
| ------------------------------- | ----------------- | ------------ |
| Elmastasoglu 35' Altiparmak 78' | (1–0) Jegyzőkönyv | Cantwell 89' |

| Ankara 19 Mayıs Stadion, Ankara Nézőszám: 31 063 Játékvezető: Dimitar Rumencsev (bolgár) |

| 1967. május 21. 15:30 |

| Írország | 0–2               | Csehszlovákia         |
| -------- | ----------------- | --------------------- |
|          | (0–1) Jegyzőkönyv | Szikora 15' Masný 47' |

| Dalymount Park, Dublin Nézőszám: 6257 Játékvezető: Robert Schaut (belga) |

| 1967. május 31. |

| Spanyolország               | 2–0               | Törökország |
| --------------------------- | ----------------- | ----------- |
| Moreno Grosso 63' Gento 80' | (0–0) Jegyzőkönyv |             |

| San Mamés Stadion, Bilbao Nézőszám: 30 000 Játékvezető: Othmar Huber (svájci) |

| 1967. június 18. |

| Csehszlovákia               | 3–0               | Törökország |
| --------------------------- | ----------------- | ----------- |
| Adamec 25' 70' Jurkanin 73' | (1–0) Jegyzőkönyv |             |

| Tehelné Pole, Pozsony Nézőszám: 17 839 Játékvezető: Paul Schiller (osztrák) |

| 1967. október 1. |

| Csehszlovákia | 1–0               | Spanyolország |
| ------------- | ----------------- | ------------- |
| Horvath 47'   | (0–0) Jegyzőkönyv |               |

| Eden Stadion, Prága Nézőszám: 20 534 Játékvezető: Gerhard Schulenburg (nyugatnémet) |

| 1967. október 22. |

| Spanyolország                  | 2–1               | Csehszlovákia |
| ------------------------------ | ----------------- | ------------- |
| Pirri 32' Gárate Ormaechea 61' | (1–0) Jegyzőkönyv | Kuna 75'      |

| Santiago Bernabéu stadion, Madrid Nézőszám: 35 000 Játékvezető: Antonio Sbardella (olasz) |

| 1967. november 15. 18:30 |

| Törökország | 0–0         | Csehszlovákia |
| ----------- | ----------- | ------------- |
|             | Jegyzőkönyv |               |

| Ankara 19 Mayıs Stadion, Ankara Nézőszám: 19 760 Játékvezető: Nicolae Mihăilescu (román) |

| 1967. november 22. 14:00 |

| Csehszlovákia       | 1–2               | Írország                           |
| ------------------- | ----------------- | ---------------------------------- |
| Dempsey 58' (öngól) | (0–0) Jegyzőkönyv | Treacy 63' O'Connor 86' (11-esből) |

| Eden Stadion, Prága Nézőszám: 7615 Játékvezető: Erwin Vetter (nyugatnémet) |

### 2. csoport
| Csapat     | M | Gy | D | V | G– | G– | Gk | P  |
| ---------- | - | -- | - | - | -- | -- | -- | -- |
| Bulgária   | 6 | 4  | 2 | 0 | 10 | 2  | +8 | 10 |
| Portugália | 6 | 2  | 2 | 2 | 6  | 6  | 0  | 6  |
| Svédország | 6 | 2  | 1 | 3 | 9  | 12 | −3 | 5  |
| Norvégia   | 6 | 1  | 1 | 4 | 9  | 14 | −5 | 3  |

|            | Bulgária | Norvégia | Portugália | Svédország |
| ---------- | -------- | -------- | ---------- | ---------- |
| Bulgária   |          | 4–2      | 1–0        | 3–0        |
| Norvégia   | 0–0      |          | 1–2        | 3–1        |
| Portugália | 0–0      | 2–1      |            | 1–2        |
| Svédország | 0–2      | 5–2      | 1–1        |            |

| 1966. november 13. 15:00 |

| Bulgária                     | 4–2               | Norvégia       |
| ---------------------------- | ----------------- | -------------- |
| Tzanev 18' 43' Jekov 42' 85' | (3–0) Jegyzőkönyv | Hasund 59' 86' |

| Vaszil Levszki Stadion, Szófia Nézőszám: 30 000 Játékvezető: Muzaffer Sarvan (török) |

| 1966. november 13. 15:00 |

| Portugália | 1–2               | Svédország         |
| ---------- | ----------------- | ------------------ |
| Graça 21'  | (1–1) Jegyzőkönyv | Danielsson 29' 87' |

| Nacional stadion, Lisszabon Nézőszám: 35 000 Játékvezető: Jacques Colling (luxemburgi) |

| 1967. június 1. 19:00 |

| Svédország   | 1–1               | Portugália |
| ------------ | ----------------- | ---------- |
| Svensson 90' | (0–1) Jegyzőkönyv | Pinto 19'  |

| Råsunda Stadion, Solna Nézőszám: 49 689 Játékvezető: Kevin Howley (angol) |

| 1967. június 8. 19:00 |

| Norvégia    | 1–2               | Portugália      |
| ----------- | ----------------- | --------------- |
| Iversen 34' | (1–1) Jegyzőkönyv | Eusébio 15' 61' |

| Ullevaal Stadion, Oslo Nézőszám: 31 000 Játékvezető: David Syme (skót) |

| 1967. június 11. 16:00 |

| Svédország | 0–2               | Bulgária                  |
| ---------- | ----------------- | ------------------------- |
|            | (0–1) Jegyzőkönyv | Jekov 23' Dermendjiev 82' |

| Råsunda Stadion, Solna Nézőszám: 24 271 Játékvezető: Leo Callaghan (walesi) |

| 1967. június 29. 19:00 |

| Norvégia | 0–0         | Bulgária |
| -------- | ----------- | -------- |
|          | Jegyzőkönyv |          |

| Ullevaal Stadion, Oslo Nézőszám: 20 000 Játékvezető: John Adair (északír) |

| 1967. szeptember 3. 13:15 |

| Norvégia                         | 3–1               | Svédország  |
| -------------------------------- | ----------------- | ----------- |
| Berg 24' Birkeland 46' Sunde 79' | (1–1) Jegyzőkönyv | Nordahl 19' |

| Ullevaal Stadion, Oslo Nézőszám: 31 287 Játékvezető: Jan Pawlik (lengyel) |

| 1967. november 5. 14:00 |

| Svédország                                       | 5–2               | Norvégia                          |
| ------------------------------------------------ | ----------------- | --------------------------------- |
| Turesson 15' 89' Danielsson 40' Eriksson 48' 85' | (2–0) Jegyzőkönyv | Iversen 57' (11-esből) Nilsen 90' |

| Råsunda Stadion, Solna Nézőszám: 14 078 Játékvezető: Rudolf Glöckner (nyugatnémet) |

| 1967. november 12. 15:00 |

| Bulgária                             | 3–0               | Svédország |
| ------------------------------------ | ----------------- | ---------- |
| Mitkov 43' Kotkov 44' Asparuchov 75' | (2–0) Jegyzőkönyv |            |

| Vaszil Levszki Stadion, Szófia Nézőszám: 28 000 Játékvezető: Joszip Dragomir Horvat (jugoszláv) |

| 1967. november 12. 15:00 |

| Portugália           | 2–1               | Norvégia   |
| -------------------- | ----------------- | ---------- |
| Torres 29' Graça 65' | (1–1) Jegyzőkönyv | Nilsen 40' |

| As Antas, Porto Nézőszám: 40 000 Játékvezető: Michel Kitabdjian (francia) |

| 1967. november 26. 14:30 |

| Bulgária        | 1–0               | Portugália |
| --------------- | ----------------- | ---------- |
| Dermendjiev 63' | (0–0) Jegyzőkönyv |            |

| Vaszil Levszki Stadion, Szófia Nézőszám: 55 000 Játékvezető: Anvar Huszainovics Zverev (szovjet) |

| 1967. december 17. 16:00 |

| Portugália | 0–0         | Bulgária |
| ---------- | ----------- | -------- |
|            | Jegyzőkönyv |          |

| Nacional Do Jamor, Oeiras község Nézőszám: 20 000 Játékvezető: Antonio Sbardella (olasz) |

### 3. csoport
| Csapat      | M | Gy | D | V | G– | G– | Gk  | P  |
| ----------- | - | -- | - | - | -- | -- | --- | -- |
| Szovjetunió | 6 | 5  | 0 | 1 | 16 | 6  | +10 | 10 |
| Görögország | 5 | 2  | 1 | 2 | 7  | 8  | −1  | 5  |
| Ausztria    | 5 | 2  | 1 | 2 | 7  | 9  | −2  | 5  |
| Finnország  | 6 | 0  | 2 | 4 | 5  | 12 | −7  | 2  |

|             | Ausztria | Finnország | Görögország  | Szovjetunió |
| ----------- | -------- | ---------- | ------------ | ----------- |
| Ausztria    |          | 2–1        | félbeszakadt | 1–0         |
| Finnország  | 0–0      |            | 1–1          | 2–5         |
| Görögország | 4–1      | 2–1        |              | 0–1         |
| Szovjetunió | 4–3      | 2–0        | 4–0          |             |

| 1966. október 2. 14:00 |

| Finnország | 0–0         | Ausztria |
| ---------- | ----------- | -------- |
|            | Jegyzőkönyv |          |

| Olimpiai stadion, Helsinki Nézőszám: 10 070 Játékvezető: Peter Coates (ír) |

| 1966. október 16. 15:30 |

| Görögország       | 2–1               | Finnország  |
| ----------------- | ----------------- | ----------- |
| Alexiadis 39' 86' | (1–0) Jegyzőkönyv | Mäkipää 57' |

| Kaftanzoglio Stadion, Szaloniki Nézőszám: 30 000 Játékvezető: Zdeněk Valeš (csehszlovák) |

| 1967. május 10. 18:00 |

| Finnország   | 1–1               | Görögország |
| ------------ | ----------------- | ----------- |
| Peltonen 18' | (1–1) Jegyzőkönyv | Chaitas 39' |

| Olimpiai stadion, Helsinki Nézőszám: 14 056 Játékvezető: Pieter Paulus Roomer (holland) |

| 1967. június 11. 19:00 |

| Szovjetunió                                             | 4–3               | Ausztria                    |
| ------------------------------------------------------- | ----------------- | --------------------------- |
| Malofeev 25' Byschovets 36' Chislenko 43' Streltsov 80' | (3–1) Jegyzőkönyv | Hof 38' Wolny 54' Siber 71' |

| Luzsnyiki Stadion, Moszkva Nézőszám: 100 000 Játékvezető: Johan Einar Boström (svéd) |

| 1967. július 16. 19:00 |

| Szovjetunió                                            | 4–0               | Görögország |
| ------------------------------------------------------ | ----------------- | ----------- |
| Banischevsky 50' 77' Sabo 72' (11-esből) Chislenko 83' | (0–0) Jegyzőkönyv |             |

| Borisz Paicsadze Stadion, Tbiliszi Nézőszám: 40 000 Játékvezető: Birger Nielsen (norvég) |

| 1967. augusztus 30. 19:00 |

| Szovjetunió                 | 2–0               | Finnország |
| --------------------------- | ----------------- | ---------- |
| Hurcilava 14' Chislenko 80' | (1–0) Jegyzőkönyv |            |

| Luzsnyiki Stadion, Moszkva Nézőszám: 80 000 Játékvezető: Muzaffer Sarvan (török) |

| 1967. szeptember 6. 17:30 |

| Finnország                             | 2–5               | Szovjetunió                                                     |
| -------------------------------------- | ----------------- | --------------------------------------------------------------- |
| Peltonen 18' (11-esből) Syrjävaara 25' | (2–3) Jegyzőkönyv | Sabo 2' 56' (11-esből) Maslov 14' Banischevsky 35' Malofeev 63' |

| Kupittaa, Turku Nézőszám: 7793 Játékvezető: Pavel Špoták (csehszlovák) |

| 1967. szeptember 24. 15:00 |

| Ausztria               | 2–1               | Finnország   |
| ---------------------- | ----------------- | ------------ |
| Flögel 17' Grausam 81' | (1–0) Jegyzőkönyv | Peltonen 57' |

| Práter Stadion, Bécs Nézőszám: 28 000 Játékvezető: Milivoje Gugulović (jugoszláv) |

| 1967. október 4. 20:45 |

| Görögország                                    | 4–1               | Ausztria    |
| ---------------------------------------------- | ----------------- | ----------- |
| Sideris 27' 34' (11-esből) 63' Papaioannou 75' | (2–0) Jegyzőkönyv | Grausam 62' |

| OACA Spyro Louis, Athén Nézőszám: 40 000 Játékvezető: Vasile Dumitrescu (román) |

| 1967. október 15. 14:30 |

| Ausztria    | 1–0               | Szovjetunió |
| ----------- | ----------------- | ----------- |
| Grausam 50' | (0–0) Jegyzőkönyv |             |

| Práter Stadion, Bécs Nézőszám: 37 400 Játékvezető: Todor Becsirov (bolgár) |

| 1967. október 31. 15:15 |

| Görögország | 0–1               | Szovjetunió  |
| ----------- | ----------------- | ------------ |
|             | (0–0) Jegyzőkönyv | Malofeev 50' |

| OACA Spyro Louis, Athén Nézőszám: 38 000 Játékvezető: Gottfried Dienst (svájci) |

| 1967. november 5. 14:30 |

| Ausztria  | 1–1               | Görögország |
| --------- | ----------------- | ----------- |
| Siber 31' | (1–0) Jegyzőkönyv | Sideris 71' |

| Práter Stadion, Bécs Nézőszám: 25 000 Játékvezető: Gere Gyula (magyar) |

A mérkőzés a 83. percben félbeszakadt, stadionon belüli szurkolói rendzavarás miatt.

### 4. csoport
| Csapat      | M | Gy | D | V | G– | G– | Gk  | P |
| ----------- | - | -- | - | - | -- | -- | --- | - |
| Jugoszlávia | 4 | 3  | 0 | 1 | 8  | 3  | +5  | 6 |
| NSZK        | 4 | 2  | 1 | 1 | 9  | 2  | +7  | 5 |
| Albánia     | 4 | 0  | 1 | 3 | 0  | 12 | −12 | 1 |

|             | Albánia | Nyugat-Németország | Jugoszlávia |
| ----------- | ------- | ------------------ | ----------- |
| Albánia     |         | 0–0                | 0–2         |
| NSZK        | 6–0     |                    | 3–1         |
| Jugoszlávia | 4–0     | 1–0                |             |

| 1967. április 9. |

| NSZK                                          | 6–0               | Albánia |
| --------------------------------------------- | ----------------- | ------- |
| Müller 5' 23' 73' 80' (11-esből) Löhr 77' 78' | (2–0) Jegyzőkönyv |         |

| Westfalen Stadion, Dortmund Nézőszám: 30 000 Játékvezető: Martti Hirviniemi (finn) |

| 1967. május 3. |

| Jugoszlávia | 1–0               | NSZK |
| ----------- | ----------------- | ---- |
| Skoblar 67' | (0–0) Jegyzőkönyv |      |

| Partizana Stadion, Belgrád Nézőszám: 50 000 Játékvezető: José María Ortiz de Mendíbil (spanyol) |

| 1967. május 14. |

| Albánia | 0–2               | Jugoszlávia     |
| ------- | ----------------- | --------------- |
|         | (0–1) Jegyzőkönyv | Zambata 22' 56' |

| Qemal Stafa Stadion, Tirana Nézőszám: 20 000 Játékvezető: Kósztasz Xanthúlisz (ciprusi) |

| 1967. október 10. |

| NSZK                           | 3–1               | Jugoszlávia |
| ------------------------------ | ----------------- | ----------- |
| Löhr 10' Müller 70' Seeler 86' | (1–0) Jegyzőkönyv | Zambata 46' |

| Volkspar Stadion, Hamburg Nézőszám: 72 000 Játékvezető: Rosario Lo Bello (olasz) |

| 1967. november 12. |

| Jugoszlávia                            | 4–0               | Albánia |
| -------------------------------------- | ----------------- | ------- |
| Sprecko 44' Osim 48' 82' Lazarević 56' | (1–0) Jegyzőkönyv |         |

| Partizana Stadion, Belgrád Nézőszám: 35 000 Játékvezető: Adrian Rădulescu (román) |

| 1967. december 17. |

| Albánia | 0–0         | NSZK |
| ------- | ----------- | ---- |
|         | Jegyzőkönyv |      |

| Qemal Stafa Stadion, Tirana Nézőszám: 20 000 Játékvezető: Ferdinand Marschall (osztrák) |

### 5. csoport
| Csapat       | M | Gy | D | V | G– | G– | Gk  | P |
| ------------ | - | -- | - | - | -- | -- | --- | - |
| Magyarország | 6 | 4  | 1 | 1 | 15 | 5  | +10 | 9 |
| NDK          | 6 | 3  | 1 | 2 | 10 | 10 | 0   | 7 |
| Hollandia    | 6 | 2  | 1 | 3 | 11 | 11 | 0   | 5 |
| Dánia        | 6 | 1  | 1 | 4 | 6  | 16 | −10 | 3 |

|              | Dánia | Német Demokratikus Köztársaság | Magyarország | Hollandia |
| ------------ | ----- | ------------------------------ | ------------ | --------- |
| Dánia        |       | 1–1                            | 0–2          | 3–2       |
| NDK          | 3–2   |                                | 1–0          | 4–3       |
| Magyarország | 6–0   | 3–1                            |              | 2–1       |
| Hollandia    | 2–0   | 1–0                            | 2–2          |           |

| 1966. szeptember 7. 20:30 |

| Hollandia           | 2–2               | Magyarország           |
| ------------------- | ----------------- | ---------------------- |
| Pijs 35' Cruyff 54' | (1–0) Jegyzőkönyv | Molnár 70' Mészöly 86' |

| De Kuip Stadion, Rotterdam Nézőszám: 65 000 Játékvezető: Birger Nielsen (norvég) |

| 1966. szeptember 21. 18:30 |

| Magyarország                                                      | 6–0               | Dánia |
| ----------------------------------------------------------------- | ----------------- | ----- |
| Albert 1' 30' Mészöly 9' (11-esből) Bene 14' Farkas 36' Varga 83' | (5–0) Jegyzőkönyv |       |

| Népstadion, Budapest Nézőszám: 30 000 Játékvezető: Dzuvárasz Pétrosz (görög) |

| 1966. november 30. 20:30 |

| Hollandia                     | 2–0               | Dánia |
| ----------------------------- | ----------------- | ----- |
| Swart 58' Van Der Kuijlen 73' | (0–0) Jegyzőkönyv |       |

| De Kuip Stadion, Rotterdam Nézőszám: 30 000 Játékvezető: Anibal da Silva Oliveira (portugál) |

| 1967. április 5. 17:00 |

| NDK                           | 4–3               | Hollandia                 |
| ----------------------------- | ----------------- | ------------------------- |
| Vogel 50' Frenzel 62' 78' 85' | (0–2) Jegyzőkönyv | Mulder 10' Keizer 12' 65' |

| Der Hunderettausend, Lipcse Nézőszám: 40 000 Játékvezető: Savar Sigurdsson (izlandi) |

| 1967. május 10. 19:15 |

| Magyarország                     | 2–1               | Hollandia    |
| -------------------------------- | ----------------- | ------------ |
| Mészöly 8' (11-esből) Farkas 30' | (2–0) Jegyzőkönyv | Suurbier 63' |

| Népstadion, Budapest Nézőszám: 30 000 Játékvezető: Franz Mayer (osztrák) |

| 1967. május 24. 19:00 |

| Dánia | 0–2               | Magyarország        |
| ----- | ----------------- | ------------------- |
|       | (0–1) Jegyzőkönyv | Albert 30' Bene 70' |

| Idrætsparken Stadion, Koppenhága Nézőszám: 35 000 Játékvezető: John Gow (walesi) |

| 1967. június 4. 13:30 |

| Dánia                 | 1–1               | NDK     |
| --------------------- | ----------------- | ------- |
| Bjerre 65' (11-esből) | (0–1) Jegyzőkönyv | Löwe 5' |

| Idrætsparken Stadion, Koppenhága Nézőszám: 30 000 Játékvezető: Joseph Hannet (belga) |

| 1967. szeptember 13. 20:15 |

| Hollandia | 1–0               | NDK |
| --------- | ----------------- | --- |
| Cruyff 2' | (1–0) Jegyzőkönyv |     |

| Amszterdam, Amszterdam Nézőszám: 42 000 Játékvezető: Thomas Wharton (skót) |

| 1967. szeptember 27. 18:00 |

| Magyarország      | 3–1               | NDK         |
| ----------------- | ----------------- | ----------- |
| Farkas 9' 48' 50' | (1–0) Jegyzőkönyv | Frenzel 58' |

| Népstadion, Budapest Nézőszám: 70 000 Játékvezető: Tofik Bahramov (szovjet) |

| 1967. október 4. 19:00 |

| Dánia                                     | 3–2               | Hollandia               |
| ----------------------------------------- | ----------------- | ----------------------- |
| Bjerre 43' (11-esből) 74' Søndergaard 54' | (1–0) Jegyzőkönyv | Suurbier 74' Israel 76' |

| Idrætsparken Stadion, Koppenhága Nézőszám: 34 000 Játékvezető: Malcolm Wright (északír) |

| 1967. október 11. 17:00 |

| NDK                                  | 3–2               | Dánia                        |
| ------------------------------------ | ----------------- | ---------------------------- |
| Körner 35' (11-esből) Pankau 59' 73' | (1–2) Jegyzőkönyv | Dyreborg 25' Søndergaard 38' |

| Der Hunderettausend, Lipcse Nézőszám: 25 000 Játékvezető: Ryszard Banasiuk (lengyel) |

| 1967. október 29. 14:00 |

| NDK         | 1–0               | Magyarország |
| ----------- | ----------------- | ------------ |
| Frenzel 51' | (0–0) Jegyzőkönyv |              |

| Der Hunderettausend, Lipcse Nézőszám: 55 000 Játékvezető: Robert Héliès (francia) |

### 6. csoport
| Csapat      | M | Gy | D | V | G– | G– | Gk  | P  |
| ----------- | - | -- | - | - | -- | -- | --- | -- |
| Olaszország | 6 | 5  | 1 | 0 | 17 | 3  | +14 | 11 |
| Románia     | 6 | 3  | 0 | 3 | 18 | 14 | +4  | 6  |
| Svájc       | 6 | 2  | 1 | 3 | 17 | 13 | +4  | 5  |
| Ciprus      | 6 | 1  | 0 | 5 | 3  | 25 | −22 | 2  |

|             | Ciprusi Köztársaság | Olaszország | Románia | Svájc |
| ----------- | ------------------- | ----------- | ------- | ----- |
| Ciprus      |                     | 0–2         | 1–5     | 2–1   |
| Olaszország | 5–0                 |             | 3–1     | 4–0   |
| Románia     | 7–0                 | 0–1         |         | 4–2   |
| Svájc       | 5–0                 | 2–2         | 7–1     |       |

| 1966. november 2. 14:45 |

| Románia                                             | 4–2               | Svájc                   |
| --------------------------------------------------- | ----------------- | ----------------------- |
| Dridea 8' Fratila 11' (11-esből) 25' 38' (11-esből) | (4–0) Jegyzőkönyv | Künzli 53' Odermatt 70' |

| Republicii stadion, Bukarest Nézőszám: 15 000 Játékvezető: James Finney (angol) |

| 1966. november 26. 14:30 |

| Olaszország                 | 3–1               | Románia   |
| --------------------------- | ----------------- | --------- |
| Mazzola 30' 67' Depaoli 43' | (1–1) Jegyzőkönyv | Dobrin 7' |

| San Paolo Stadion, Nápoly Nézőszám: 75 000 Játékvezető: Gerhard Schulenburg (nyugatnémet) |

| 1966. december 3. 14:30 |

| Ciprus       | 1–5               | Románia                                    |
| ------------ | ----------------- | ------------------------------------------ |
| Pierides 31' | (1–0) Jegyzőkönyv | Dridea 49' 82' Lucescu 51' Fratila 65' 74' |

| GSP Stadion, Nicosia Nézőszám: 4800 Játékvezető: Arthur Lentini (máltai) |

| 1967. március 22. 15:45 |

| Ciprus | 0–2               | Olaszország                  |
| ------ | ----------------- | ---------------------------- |
|        | (0–0) Jegyzőkönyv | Domenghini 76' Facchetti 88' |

| GSP Stadion, Nicosia Nézőszám: 11 105 Játékvezető: Atanasz Sztavrev (bolgár) |

| 1967. április 23. 16:30 |

| Románia                                                         | 7–0               | Ciprus |
| --------------------------------------------------------------- | ----------------- | ------ |
| Lucescu 4' Martinovici 15' Dumitriu 24' 52' 77' Ionescu 47' 86' | (3–0) Jegyzőkönyv |        |

| Augusztus 23. Stadion, Bukarest Nézőszám: 10 000 Játékvezető: Milivoje Gugulović (jugoszláv) |

| 1967. május 24. 20:00 |

| Svájc                                                        | 7–1               | Románia    |
| ------------------------------------------------------------ | ----------------- | ---------- |
| Künzli 12' 66' Quentin 15' 32' Blättler 47' 59' Odermatt 63' | (3–0) Jegyzőkönyv | Dobrin 70' |

| Hardturm stadion, Zürich Nézőszám: 30 000 Játékvezető: Robert Lacoste (francia) |

| 1967. június 25. 17:30 |

| Románia | 0–1               | Olaszország |
| ------- | ----------------- | ----------- |
|         | (0–0) Jegyzőkönyv | Bertini 81' |

| Augusztus 23. Stadion, Bukarest Nézőszám: 65 000 Játékvezető: Manuel Gomez Arribas (spanyol) |

| 1967. november 1. 14:30 |

| Olaszország                      | 5–0               | Ciprus |
| -------------------------------- | ----------------- | ------ |
| Mazzola 12' 22' Riva 46' 55' 59' | (2–0) Jegyzőkönyv |        |

| San Vito stadion, Cosenza Nézőszám: 25 000 Játékvezető: Antoine Queudeville (luxemburgi) |

| 1967. november 8. 20:30 |

| Svájc                                                        | 5–0               | Ciprus |
| ------------------------------------------------------------ | ----------------- | ------ |
| Blättler 30' 55' Künzli 41' Dürr 56' (11-esből) Odermatt 72' | (2–0) Jegyzőkönyv |        |

| Cornaredo stadion, Lugano Nézőszám: 4000 Játékvezető: Robert Schaut (belga) |

| 1967. november 18. 14:45 |

| Svájc                  | 2–2               | Olaszország             |
| ---------------------- | ----------------- | ----------------------- |
| Quentin 34' Künzli 68' | (1–0) Jegyzőkönyv | Riva 66' 85' (11-esből) |

| Wankdorf Stadion, Bern Nézőszám: 55 000 Játékvezető: Zsolt István (magyar) |

| 1967. december 23. 14:30 |

| Olaszország                            | 4–0               | Svájc |
| -------------------------------------- | ----------------- | ----- |
| Mazzola 3' Riva 13' Domenghini 45' 67' | (3–0) Jegyzőkönyv |       |

| Sant'Elia stadion, Cagliari Nézőszám: 30 000 Játékvezető: Thomas Wharton (skót) |

| 1968. február 17. 15:15 |

| Ciprus                      | 2–1               | Svájc                 |
| --------------------------- | ----------------- | --------------------- |
| Asprou 22' Papadopoulos 46' | (1–1) Jegyzőkönyv | Panayiotou 9' (öngól) |

| GSP Stadion, Nicosia Nézőszám: 8000 Játékvezető: Pavel Špoták (csehszlovák) |

### 7. csoport
| Csapat        | M | Gy | D | V | G– | G– | Gk  | P |
| ------------- | - | -- | - | - | -- | -- | --- | - |
| Franciaország | 6 | 4  | 1 | 1 | 14 | 6  | +8  | 9 |
| Belgium       | 6 | 3  | 1 | 2 | 14 | 9  | +5  | 7 |
| Lengyelország | 6 | 3  | 1 | 2 | 13 | 9  | +4  | 7 |
| Luxemburg     | 6 | 0  | 1 | 5 | 1  | 18 | −17 | 1 |

|               | Belgium | Franciaország | Luxemburg | Lengyelország |
| ------------- | ------- | ------------- | --------- | ------------- |
| Belgium       |         | 2–1           | 3–0       | 2–4           |
| Franciaország | 1–1     |               | 3–1       | 2–1           |
| Luxemburg     | 0–5     | 0–3           |           | 0–0           |
| Lengyelország | 3–1     | 1–4           | 4–0       |               |

| 1966. október 2. 12:00 |

| Lengyelország                                     | 4–0               | Luxemburg |
| ------------------------------------------------- | ----------------- | --------- |
| Jarosik 49' Liberda 54' Grzegorczyk 73' Sadek 87' | (0–0) Jegyzőkönyv |           |

| Miejski Stadion, Szczecin Nézőszám: 25 000 Játékvezető: Erwin Vetter (nyugatnémet) |

| 1966. október 22. 15:00 |

| Franciaország         | 2–1               | Lengyelország   |
| --------------------- | ----------------- | --------------- |
| Di Nallo 26' Lech 85' | (1–0) Jegyzőkönyv | Grzegorczyk 61' |

| Parc des Princes, Párizs Nézőszám: 25 000 Játékvezető: Gerhard Schulenburg (nyugatnémet) |

| 1966. november 11. 15:00 |

| Belgium           | 2–1               | Franciaország |
| ----------------- | ----------------- | ------------- |
| Van Himst 51' 54' | (0–0) Jegyzőkönyv | Lech 67'      |

| Roi Baudouin stadion, Brüsszel Nézőszám: 43 404 Játékvezető: John Keith Taylor (angol) |

| 1966. november 26. 15:00 |

| Luxemburg | 0–3               | Franciaország                  |
| --------- | ----------------- | ------------------------------ |
|           | (0–3) Jegyzőkönyv | Herbet 8' Revelli 40' Lech 41' |

| Stade Josy Barthel, Luxembourg Nézőszám: 3000 Játékvezető: Laurens van Ravens (holland) |

| 1967. március 19. 16:00 |

| Luxemburg | 0–5               | Belgium                                |
| --------- | ----------------- | -------------------------------------- |
|           | (0–3) Jegyzőkönyv | Van Himst 19' 36' Stockman 30' 59' 73' |

| Stade Josy Barthel, Luxembourg Nézőszám: 10 000 Játékvezető: Karl Göppel (svájci) |

| 1967. április 16. 16:00 |

| Luxemburg | 0–0         | Lengyelország |
| --------- | ----------- | ------------- |
|           | Jegyzőkönyv |               |

| Stade Josy Barthel, Luxembourg Nézőszám: 7000 Játékvezető: Einer Poulsen (dán) |

| 1967. május 21. 12:00 |

| Lengyelország                  | 3–1               | Belgium  |
| ------------------------------ | ----------------- | -------- |
| Lubanski 28' 41' Szołtysik 72' | (2–0) Jegyzőkönyv | Puis 52' |

| Slaski stadion, Chorzów Nézőszám: 65 000 Játékvezető: Toimi Olkku (finn) |

| 1967. szeptember 17. 13:00 |

| Lengyelország | 1–4               | Franciaország                           |
| ------------- | ----------------- | --------------------------------------- |
| Brychczy 26'  | (1–2) Jegyzőkönyv | Herbin 13' Di Nallo 33' 85' guyanai 63' |

| Dziesięciolecia Stadion, Varsó Nézőszám: 70 000 Játékvezető: Ferdinand Marschall (osztrák) |

| 1967. október 8. 15:00 |

| Belgium          | 2–4               | Lengyelország                      |
| ---------------- | ----------------- | ---------------------------------- |
| Devrindt 15' 35' | (2–2) Jegyzőkönyv | Zmijewski 26' 51' 70' Brychczy 45' |

| Roi Baudouin stadion, Brüsszel Nézőszám: 45 000 Játékvezető: Juan Gardeazabal (spanyol) |

| 1967. október 28. 15:00 |

| Franciaország | 1–1               | Belgium      |
| ------------- | ----------------- | ------------ |
| Herbin 84'    | (0–1) Jegyzőkönyv | Claessen 37' |

| Marcel Saupin stadion, Nantes Nézőszám: 14 591 Játékvezető: Francesco Francescon (olasz) |

| 1967. november 22. 19:30 |

| Belgium                   | 3–0               | Luxemburg |
| ------------------------- | ----------------- | --------- |
| Thio 62' 76' Claessen 66' | (0–0) Jegyzőkönyv |           |

| Klokke stadion, Brugge Nézőszám: 8000 Játékvezető: William O’Neill (ír) |

| 1967. december 23. 14:30 |

| Franciaország      | 3–1               | Luxemburg |
| ------------------ | ----------------- | --------- |
| Loubet 42' 47' 53' | (1–0) Jegyzőkönyv | Klein 85' |

| Parc des Princes, Párizs Nézőszám: 7320 Játékvezető: Heliodoro Garcia (portugál) |

### 8. csoport
| Csapat         | M | Gy | D | V | G– | G– | Gk  | P |
| -------------- | - | -- | - | - | -- | -- | --- | - |
| Anglia         | 6 | 4  | 1 | 1 | 15 | 5  | +10 | 9 |
| Skócia         | 6 | 3  | 2 | 1 | 10 | 8  | +2  | 8 |
| Wales          | 6 | 1  | 2 | 3 | 6  | 12 | −6  | 4 |
| Észak-Írország | 6 | 1  | 1 | 4 | 2  | 8  | −6  | 3 |

|                | Anglia | Észak-Írország | Skócia | Wales |
| -------------- | ------ | -------------- | ------ | ----- |
| Anglia         |        | 2–0            | 2–3    | 5–1   |
| Észak-Írország | 0–2    |                | 1–0    | 0–0   |
| Skócia         | 1–1    | 2–1            |        | 3–2   |
| Wales          | 0–3    | 2–0            | 1–1    |       |

A 8. csoport eredményeit az 1966-1967-es és az 1967-1968-as Brit Hazai Bajnokság mérkőzéseiből állapították meg.
| 1966. október 22. |

| Wales            | 1–1               | Skócia  |
| ---------------- | ----------------- | ------- |
| R. T. Davies 77' | (0–0) Jegyzőkönyv | Law 86' |

| Ninian Park, Cardiff Nézőszám: 32 500 Játékvezető: Kenneth Dagnall (angol) |

| 1966. október 22. |

| Észak-Írország | 0–2               | Anglia              |
| -------------- | ----------------- | ------------------- |
|                | (0–1) Jegyzőkönyv | Hunt 40' Peters 60' |

| Windsor Park, Belfast Nézőszám: 48 600 Játékvezető: Robert Davidson (skót) |

| 1966. november 16. |

| Skócia                 | 2–1               | Észak-Írország |
| ---------------------- | ----------------- | -------------- |
| Lennox 35' Murdoch 40' | (2–1) Jegyzőkönyv | Nicholson 9'   |

| Hampden Park, Glasgow Nézőszám: 45 281 Játékvezető: John Keith Taylor (angol) |

| 1966. november 16. |

| Anglia                                                                 | 5–1               | Wales            |
| ---------------------------------------------------------------------- | ----------------- | ---------------- |
| Hurst 30' 34' B. Charlton 43' Hennessey 65' (öngól) J. J. Charlton 84' | (3–1) Jegyzőkönyv | R. W. Davies 36' |

| Wembley Stadion, London Nézőszám: 76 000 Játékvezető: Thomas Wharton (skót) |

| 1967. április 12. |

| Észak-Írország | 0–0         | Wales |
| -------------- | ----------- | ----- |
|                | Jegyzőkönyv |       |

| Windsor Park, Belfast Nézőszám: 17 000 Játékvezető: Kevin Howley (angol) |

| 1967. április 15. |

| Anglia                       | 2–3               | Skócia                           |
| ---------------------------- | ----------------- | -------------------------------- |
| J. J. Charlton 84' Hurst 88' | (0–1) Jegyzőkönyv | Law 27' Lennox 78' McCalliog 87' |

| Wembley Stadion, London Nézőszám: 100 000 Játékvezető: Gerhard Schulenburg (nyugatnémet) |

| 1967. október 21. |

| Wales | 0–3               | Anglia                                         |
| ----- | ----------------- | ---------------------------------------------- |
|       | (0–1) Jegyzőkönyv | Peters 34' B. Charlton 87' Ball 90' (11-esből) |

| Ninian Park, Cardiff Nézőszám: 45 000 Játékvezető: John Gordon (skót) |

| 1967. október 21. |

| Észak-Írország | 1–0               | Skócia |
| -------------- | ----------------- | ------ |
| Clements 69'   | (0–0) Jegyzőkönyv |        |

| Windsor Park, Belfast Nézőszám: 55 000 Játékvezető: James Finney (angol) |

| 1967. november 22. |

| Anglia                    | 2–0               | Észak-Írország |
| ------------------------- | ----------------- | -------------- |
| Hurst 43' B. Charlton 62' | (1–0) Jegyzőkönyv |                |

| Wembley Stadion, London Nézőszám: 85 000 Játékvezető: Leo Callaghan (walesi) |

| 1967. november 22. |

| Skócia                        | 3–2               | Wales                       |
| ----------------------------- | ----------------- | --------------------------- |
| Gilzean 16' 65' Mc Kinnon 78' | (1–1) Jegyzőkönyv | R. T. Davies 18' Durban 57' |

| Hampden Park, Glasgow Nézőszám: 57 000 Játékvezető: James Finney (angol) |

| 1968. február 24. 15:00 |

| Skócia     | 1–1               | Anglia     |
| ---------- | ----------------- | ---------- |
| Hughes 39' | (1–1) Jegyzőkönyv | Peters 19' |

| Hampden Park, Glasgow Nézőszám: 134 000 Játékvezető: Laurens van Ravens (holland) |

| 1968. február 28. 19:15 |

| Wales                     | 2–0               | Észak-Írország |
| ------------------------- | ----------------- | -------------- |
| Rees 75' R. W. Davies 84' | (0–0) Jegyzőkönyv |                |

| The Racecourse, Wrexham Nézőszám: 17 500 Játékvezető: Robert Davidson (skót) |

## Negyeddöntők

### Párosítások
| 1. csapat     | Össz.Tooltip Aggregate score | 2. csapat     | 1. mérk. | 2. mérk. |
| ------------- | ---------------------------- | ------------- | -------- | -------- |
| Anglia        | 3–1                          | Spanyolország | 1–0      | 2–1      |
| Bulgária      | 3–4                          | Olaszország   | 3–2      | 0–2      |
| Franciaország | 2–6                          | Jugoszlávia   | 1–1      | 1–5      |
| Magyarország  | 2–3                          | Szovjetunió   | 2–0      | 0–3      |

### 1. mérkőzések
| 1968. április 3. 19:45 |

| Anglia          | 1–0               | Spanyolország |
| --------------- | ----------------- | ------------- |
| B. Charlton 84' | (0–0) Jegyzőkönyv |               |

| Wembley Stadion, London Nézőszám: 100 000 Játékvezető: Gilbert Droz (svájci) |

| 1968. április 6. 17:00 |

| Bulgária                                          | 3–2               | Olaszország                 |
| ------------------------------------------------- | ----------------- | --------------------------- |
| Kotkov 11' (11-esből) Dermendzhiev 66' Zhekov 73' | (1–0) Jegyzőkönyv | Penev 60' (öngól) Prati 83' |

| aszil Levszki Stadion, Szófia Nézőszám: 70 000 Játékvezető: Gerhard Schulenburg (nyugatnémet) |

| 1968. április 6. 16:00 |

| Franciaország | 1–1               | Jugoszlávia |
| ------------- | ----------------- | ----------- |
| Di Nallo 78'  | (0–0) Jegyzőkönyv | Musemić 66' |

| Stade Vélodrome, Marseille Nézőszám: 35 423 Játékvezető: Erwin Vetter (nyugatnémet) |

| 1968. május 4. 17:00 |

| Magyarország          | 2–0               | Szovjetunió |
| --------------------- | ----------------- | ----------- |
| Farkas 21' Göröcs 85' | (1–0) Jegyzőkönyv |             |

| Népstadion, Budapest Nézőszám: 80 000 Játékvezető: Laurens van Ravens (holland) |

### 2. mérkőzések
| 1968. április 20. 16:00 |

| Olaszország              | 2–0               | Bulgária |
| ------------------------ | ----------------- | -------- |
| Prati 14' Domenghini 55' | (1–0) Jegyzőkönyv |          |

| San Paolo Stadion, Nápoly Nézőszám: 95 000 Játékvezető: Gottfried Dienst (svájci) |

Olaszország jutott tovább 4–3-as összesítéssel.
| 1968. április 24. 16:30 |

| Jugoszlávia                                     | 5–1               | Franciaország |
| ----------------------------------------------- | ----------------- | ------------- |
| Ilja Petkovic 2' 32' Musemić 13' 79' Dzajic 14' | (4–1) Jegyzőkönyv | Di Nallo 33'  |

| Partizana Stadion, Belgrád Nézőszám: 70 900 Játékvezető: Paul Schiller (osztrák) |

Jugoszlávia jutott tovább 6–2-es összesítéssel.
| 1968. május 8. 20:30 |

| Spanyolország | 1–2               | Anglia                |
| ------------- | ----------------- | --------------------- |
| Amancio 47'   | (0–0) Jegyzőkönyv | Peters 54' Hunter 81' |

| Santiago Bernabéu stadion, Madrid Nézőszám: 120 000 Játékvezető: Jozef Krňávek (csehszlovák) |

Anglia jutott tovább 3–1-es összesítéssel.
| 1968. május 11. 19:30 |

| Szovjetunió                                    | 3–0               | Magyarország |
| ---------------------------------------------- | ----------------- | ------------ |
| Solymosi 22' (öngól) Hurcilava 59' Bisovec 73' | (1–0) Jegyzőkönyv |              |

| Luzsnyiki Stadion, Moszkva Nézőszám: 102 000 Játékvezető: Kurt Tschenscher (nyugatnémet) |

A Szovjetunió jutott tovább 3–2-es összesítéssel.

## Továbbjutók
Anglia, Olaszország, Jugoszlávia és a Szovjetunió jutott be az 1968-as Európa-bajnokság zárókörébe.